# Strukczaszy
Strukczaszy (trukczaszy) – tytularny urzędnik dworski, później urząd ziemski i jedynie tytuł honorowy.
Jako urząd znany od XV wieku i pierwotnie określający dworzanina usługującego królowi (księciu) podczas uczty. Nazwa wywodzona od niemieckiego Truchsess (dosłownie: „ten, co drużynie [trucht] miejsce [przy stole] znaczy”) wskazuje, że do jego obowiązków należało nie tylko wyręczanie krajczego, ale i zastawianie stołu wraz z wyznaczaniem miejsc biesiadnikom według ich godności. Choć nierzadko uznawany za synonim krajczego, Gloger uważa go raczej za odpowiednik stolnika.
Na początku XVII wieku w hierarchii urzędów ziemskich Rzeczypospolitej zaliczany na Litwie do najniższych. Pod koniec XVIII w. zachowany jedynie w województwie wileńskim. Syn tytułowany był publicznie mianem strukczaszyca, małżonkę zwano strukczaszyną, córkę – strukczaszanką. 